# Kim Bodnia
Kim Bodnia (født 12. april 1965 på Frederiksberg) er en dansk skuespiller, manuskriptforfatter og instruktør. Han har medvirket i flere af de danske filmsuccesser fra 1990'erne, bl.a. Ole Bornedals debutfilm Nattevagten (1994) – en rolle han modtog en Robert-statuette for samt en Bodilnominering. Han understregede sin styrke på det store lærred i rollen som narkohandleren Frank i Nicolas Winding Refns anmelderroste debutfilm Pusher (1996), der efterfulgtes af den anmelderroste Bleeder, som havde verdenspremiere på Venedig Film Festival i 1999, hvor han spillede rollen som den voldelige Leo.
Bodnia har arbejdet tæt sammen med filminstruktøren og stuntmanden Lasse Spang Olsen – først i 1999 i rollen som den finurlige psykopat Harald i biografsucceserne I Kina spiser de hunde og efterfølgeren Gamle mænd i nye biler (2002). I 2004 skrev Bodnia manuskriptet og spillede hovedrollen som den amoralske narkobetjent Jens i Den gode strømer, som Spang Olsen instruerede. Samme år spillede han også rollen som den forhenværende bokser Klaus i Spang Olsens actionkomedie Inkasso. Andre store roller har bl.a. været i Henrik Ruben Genzs thriller Frygtelig lykkelig (2008) og Susanne Biers dansk-engelsk romantisk komedie Den skaldede frisør (2012).
Internationalt er han bedst kendt for rollen som Martin Rohde i den skandinaviske krimiserie Broen, hvor han i 2014 blev hædret med en Robert for Årets mandlige hovedrolle i en TV-serie for Broen II. I 2014 blev han rost af amerikanske filmanmeldere for sin præstation, som den brutale forhørsleder Rosewater i Jon Stewarts debutfilm Rosewater.

## Opvækst og uddannelse
Han er født på Frederiksberg, og er opvokset i den nordsjællandske by Espergærde. Hans familie er jødisk (oprindeligt fra Polen og Rusland), men da han i et interview blev spurgt om sin religiøse overbevisning, svarede han: Ikke på anden måde end at jeg tror på naturen.
I sine ungdomsår var han meget fascineret af jazzmusikken på københavnske spillesteder og barer, og han begyndte også at skrive tekster og digte og dannede en komisk musikalsk duo med kollegaen Henrik Fiig. Han har tidligere udtalt, at han som barn ikke var nogen særlig god elev i skolen og beskrev sig som en "klovn", der var meget tilbageholdende med at studere. Hans hovedinteresse var atletik, især 100-meter-løb og længdespring, hvor han var den sjællandske ungdomsmester i flere år. Bodnia stræbte efter at blive målmand, men en skade i foden forhindrede ham i at forfølge en karriere i professionel fodbold.
Som studerende på Espergærde Ungdomsskole meldte han sig ind i teatergruppen, hvor Michael Carøe var dramalærer. Da han var 16 foreslog hans mor ham at søge ind på Statens Teaterskole i København. Hans første ansøgning mislykkedes, men han blev optaget på sit andet forsøg et år senere i 1987.
En af hans første hovedroller efter endt uddannelse i 1991 var som "Patrick Bateman" i en teaterversion af American Psycho. Hans filmdebut var i En afgrund af frihed (1989), hvor han spillede en mindre birolle som udsmider.

## Filmkarriere
I 1991 spillede han hovedrollen i teaterstykket "Kabale og kærlighed" på Jomfru Ane Teatret i Aalborg og "Karate Billy vender tilbage" i Kanonhallen på Østerbro i 1992. Samme år medvirkede han også i kabareten "Himlen under København" på Café Liva i Nyhavn. Bodnias første hovedrolle i en film var i Bulldozer (1993), instrueret af Maria Sødahl, mens hans gennembrud kom et år senere i Ole Bornedals anmelderroste gyser Nattevagten, der solgte over 465.000 biografbilletter i Danmark. I 1995 modtog han en Robert for Årets mandlige birolle for sin præsentation i filmen. Ligeledes modtog han også Krummeprisen og en Bodilnominering.
Han fortsatte successen som den kontroversielle narkohandler Frank i Nicolas Winding Refns debutfilm, den barske og brutale Pusher fra 1996. Pusher solgte 185.000 biografbilletter i Danmark og blev solgt til 50 lande, og er desuden blevet fulgt op en både toer og treer. I 2012 blev filmen genindspillet i England, hvor Zlatko Burić igen spillede rollen som den serbiske narkobaron Milo. I 1999 fortsatte samarbejdet med Winding Refn – denne gang i det psykologiske drama Bleeder, hvor han modtog rosende anmeldelser for sin rolle som Leo. Bleeder blev dog genskab for medieomtale efter Bodnia truede med sagsanlæg mod instruktøren for at have brugt "uansvarlige metoder" i optagelserne til filmen. Blandt andet skulle flere skuespillere være kommet fysisk til skade under optagelserne og være blevet krænket som privatpersoner.
I 1999 spillede han hovedrollen som den brutale Harald i Lasse Spang Olsens actionfilm I Kina spiser de hunde, som blev en solid succes med næsten en kvart million solgte biografbilletter. Efterfølgeren Gamle mænd i nye biler kom i 2002 og ligeledes en stor biografsucces. Samarbejdet med Spang Olsen fortsatte, bl.a. som sørøverkaptajnen Jolly Roger i børnefilmen Jolly Roger (2001) og i 2004 med komedien Inkasso og actionfilmen Den gode strømer, hvor Bodnia desuden skrev manuskriptet.
Bodnia har også medvirket i flere norske film, bl.a. Himmelfald (2002), Monstertorsdag (2004) og Tomme Tønner (2010). Han spillede også med i den indiske Bollywood-film Delhi Belly (2011), hvor han spillede den russiske mafioso "Vladimir Dragunsky". I 2014 spillede han rollen som den brutale iranske torturleder i Jon Stewarts autentiske film Rosewater. Filmen handler om den canadisk-iranske journalist Maziar Bahari, der blev tortureret i 118 dage i Evin-fængslet i 2009. Rosewater havde amerikansk premiere den 14. november 2014 og Bodnias præstation, som den brutale forhørsleder Rosewater, blev rost af mange af landets anmeldere.

### Tv-serier
Selvom han primært er en filmskuespiller, har Bodnia også optrådt på tv, og havde sin første rolle i den svenske miniserie Snapphanar i 2006. Han optrådte efterfølgende i tre episoder i første sæson af Forbrydelsen (2007) og i to afsnit af komedieserien Hvor fanden er Herning? (2009). I 2011 spillede han rollen som "Jakov" i afsnit 4 i Den som dræber og i den og den tysk/svenske Der Kommissar und das Meer (2012).
I 2011 spillede han kriminalkommisær Martin Rohde i krimiserien Broen, der i gennemsnit havde 650.000 danske seere hver uge. Broen er solgt til 120 lande over hele verden, og både England, Frankrig og USA har lavet egne versioner af serien. Den 10. juni 2014 vandt Broen II den "Den Gyldne Nymfe" som bedste tv-serie og Bodnia blev samtidig kåret til bedste mandlige skuespiller. Han valgte at droppe Broen III, efter at være misfornøjet med manuskriptet og utilfreds med udviklingen af hans karakter.

### Som instruktør
I 2001 skrev og instruerede han kortfilmen Escape – Flugten fra ensomheden med Dejan Čukić i hovedrollen. Tidligt i 2014 instruerede han teaterstykket The Tailor's Tale (Skrædderens fortælling) – en teateropsætning, som er baseret på en sand historie om de danske jøders flugt til Sverige under 2. verdenskrig. Stykket blev opført på Scandinavia House–The Nordic Center in America på Manhattan i New York City.

## Kontroverser

### Sagsanlæg modEkstra Bladet
Den 25. juli 1999 bragte Ekstra Bladet avisforsiden med teksten "Brudt sammen", der viste Kim Bodnia med en pistol i munden (billedet var taget fra filmen Bleeder). I artiklen beskrev Ekstra Bladet, hvordan rollen som et usympatisk voldeligt svin fik den dygtige skuespiller til at gå psykisk ned, så han måtte sygemelde sig. Bodnia skulle angiveligt også have været så psykisk syg, at han ikke kunne deltage i PR-fremstødet for filmen – hvilket han ellers var kontraktligt forpligtet til. Oplysningerne om Bodnias psykiske nedtur som årsag til aflysningen af hans deltagelse i pr-fremstødet, kom til artiklens forfatter, redaktør Rud Kofoeds kendskab – han fik bekræftet historien hos både filmens producent Henrik Danstrup, daværende pr-chef Jon Stephensen og filmens instruktør Nicolas Winding Refn.
Bodnia havde på daværende tidspunkt sygemeldt sig, hvilket skyldtes en fysisk arbejdsskade under indspilningen af Bleeder. I efteråret 1999 anlagde Bodnia en erstatningssag for tort mod Ekstra Bladet, hvor han forlangte 1,2 millioner kroner i godtgørelse. Et krav, der dog siden blev reduceret til 250.000 kroner. I Københavns Byret den 31. januar 2003 udtalte Bodnia: "I har skadet min karriere. Jeg går glip af kontrakter og får ingen roller mere. Alle tror, at jeg er psykisk uligevægtig og ikke kan arbejde". Ved Københavns Byret den 14. marts 2003 blev daværende chefredaktør Bent Falbert dømt til at betale 100.000 kroner i godtgørelse for tort samt 10.000 kroner i erstatning for at have udnyttet skuespilleren reklamemæssigt ved at bringe billeder af ham uden vederlag.

## Privatliv
Bodnia har tidligere dannet par med skuespillerinden Lotte Merete Andersen, som han også har en søn med, Louis (1993). Under optagelserne til Bleeder i 1999 blev han kærester med Rikke Louise Andersson. Parret har tre børn sammen; Charlie (2003), Miles (2005) og Nomi (2007). I 2013 blev de gift i deres villa i Høsterkøb i Nordsjælland.

## Filmografi

### Film
| År        | Film                                  | Rolle               | Andre noter                                 |
| --------- | ------------------------------------- | ------------------- | ------------------------------------------- |
| 1989      | En afgrund af frihed                  | Bouncer             | Bodnias første filmrolle                    |
| 1994      | Nattevagten                           | Jens                | Modtog en Robert for Årets mandlige birolle |
| 1996      | Pusher                                | Frank               |                                             |
| 1997      | Den sidste viking                     | Sigbard             |                                             |
| 1999      | Bleeder                               | Leo                 | Bodnia sygemeldte sig efter optagelserne    |
| 1999      | I Kina spiser de hunde                | Harald              |                                             |
| 2001      | Jolly Roger                           | Jolly Roger         |                                             |
| 2001      | Escape – Flugten fra ensomheden       | ?                   | Kortfilm – skrevet og instrueret af Bodnia  |
| 2001      | Øyenstikker                           | Eddie               | Norsk film                                  |
| 2002      | Himmelfald                            | Johannes            | Norsk film                                  |
| 2002      | Gamle mænd i nye biler                | Harald              |                                             |
| 2004      | Monstertorsdag                        | Skip                | Norsk film                                  |
| 2004      | Den gode strømer                      | Strømer Jens        |                                             |
| 2004      | INKA$$O                               | Claus               |                                             |
| 2005      | Opbrud                                | Philip              |                                             |
| 2006      | The Journals of Knud Rasmussen        | Peter Freuchen      |                                             |
| 2006      | UNDSKYLD!                             | Michael Larsen      | Fra Mick Øgendahls stand-up-show og film    |
| 2007      | Ekko                                  | Simon               |                                             |
| 2008      | Kandidaten                            | Claes Kiehlert      |                                             |
| 2008      | Frygtelig lykkelig                    | Jørgen Buhl         |                                             |
| 2009      | Vølvens forbandelse                   | Harald              |                                             |
| 2009      | Julefrokosten                         | Buller              |                                             |
| 2010      | Min bedste fjende                     | Klasselærer         |                                             |
| 2010      | Hævnen                                | Lars                |                                             |
| 2010      | Caroline - den sidste rejse           | Johan               |                                             |
| 2010      | Sandheden om mænd                     | Johnny              |                                             |
| 2011      | Delhi Belly                           | Vladimir Dragunsky  | Indisk film                                 |
| 2012      | Den skaldede frisør                   | Leif                |                                             |
| 2012      | The Stranger Inside                   | Uli                 | Amerikansk thriller                         |
| 2013      | Alle for to                           | William Lynge       |                                             |
| 2013      | Skytten                               | Rasmus              | Dansk politisk thriller                     |
| 2013      | Skumringslandet                       | Bergtor             | Norsk film                                  |
| 2014      | Serena                                | ?                   | Bodnias og Susanne Biers tredje film sammen |
| 2014      | Skumringslandet                       | Bergtor             |                                             |
| 2014      | Rosewater                             | Rosewater           |                                             |
| 2015      | August                                | August              |                                             |
| 2015      | Far                                   | The Father          |                                             |
| 2016      | Hostages                              | Franz Danzinger     |                                             |
| 2016      | Krigarnas ö                           | Martin              |                                             |
| 2017      | Light Thereafter                      | Arnaud              |                                             |
| 2018      | Viulisti                              | Björn Darren        |                                             |
| 2018–2022 | Killing Eve                           | Konstantin Vasiliev |                                             |
| 2019      | One Day in the Life of Noah Piugattuk | The Boss            |                                             |
| 2020      | The Letter for the King               | Abbot               |                                             |
| 2021      | The Witcher                           | Vesemir             | Netflix series (Sæson 2,3)                  |
| 2023      | Nattevagten 2 - Dæmoner går i arv     | Jens                |                                             |
| 2025      | F1                                    | Kasper              |                                             |